# Dělnická kolonie

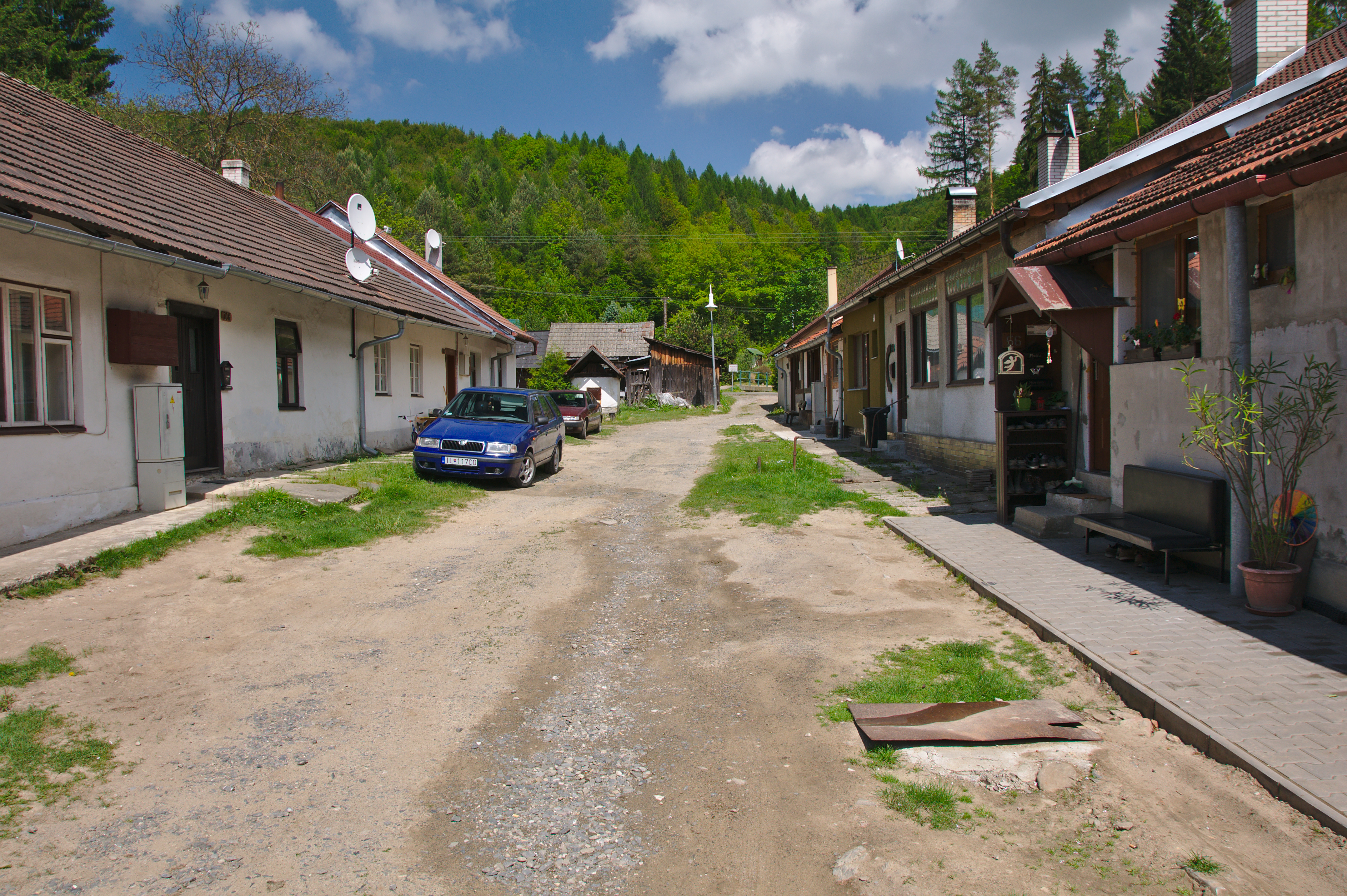
Dělnická kolonie Sidonie v Brumově-Bylnici

Dělnická kolonie je označení pro specifický typ obytné zóny, které vznikaly od konce 18. století v Evropě souběžně s procesem industrializace. Tyto zóny vznikaly jako obydlí pro dělníky, kteří s rozvojem průmyslu přicházeli do měst a potřebovali obydlí v blízkosti průmyslových závodů. Domky v těchto oblastech byly často velmi skromné, odpovídající životním podmínkám dělníků. Dělnické kolonie měly významný sociální dopad. Pomáhaly zlepšit životní podmínky dělníků a přispěly k rozvoji měst. Dnes jsou významným kulturním a historickým dědictvím.

## Historie
Průmyslová revoluce a postupná industrializace evropského kontinentu si vynutila zakládání dělnických kolonií již od konce 18. století, kdy začaly vznikat hornické a hutnické kolonie v oblastech s těžbou uhlí, jako byla střední Anglie, Alsasko, Lotrinsko a Porůří. Největší nárůst těchto kolonií začal v 19. a 20. století, kdy vznikaly nejprve v Anglii, později v celé Evropě a nakonec i na ostatních kontinentech jako snaha o řešení otázky bydlení pracujících v podmínkách rapidně rostoucího industriálního města a probíhající urbanizace.

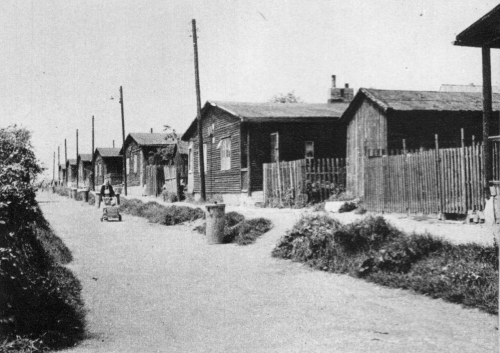
Dělnická kolonie Arizona postavená ve 30. letech 20. století v Praze

S procesem industrializace se naprosto změnila podoba města. Centrum města začalo mít ekonomický význam a s tím začaly vznikat průmyslové závody a továrny. Kromě toho také vznikla nová společenská třída, dělnická třída, jejíž ekonomické podmínky byly často velmi složité a proto jí nebyly dostupné možnosti dopravy na větší vzdálenosti. S tím nastala vysoká poptávka po bydlení v blízkosti místa zaměstnání, což podnítilo vznik kolonií.
Tyto kolonie vznikaly několika způsoby. Prvním z nich jsou kolonie, které byly vybudovány přímo firmami pro zaměstnance. V tom případě šlo o poměrně dobře vybavená obydlí a podmínky v nich byly v porovnání s jinými koloniemi dobré. V Česku tyto kolonie vznikaly například v Plzni, v Ostravě, ve Zlíně a v Brně. Příkladem takové kolonie je Karlov nebo Červená Ulice. Druhým typem jsou nouzové kolonie, které vznikaly hlavně v první polovině 20. století v důsledku ekonomických a bytových krizí, jako byla například velká hospodářská krize. Vznikaly spontánně a byly budovány samotnými dělníky nebo obcemi, na jejichž území k bytové krizi docházelo. Stavby byly často nelegální a podmínky v těchto koloniích nebyly dobré. Ve většině takto vystavěných obydlí nebyla kanalizace ani pitná voda. Dále existovaly kolonie privátní, vystavovány soukromými stavebními podnikateli.
Výstavba dělnických kolonií pokračovala i v období druhé světové války, kdy byly tyto kolonie budovány například na Ostravsku, aby byly schopné pojmout dělníky, kteří se v této oblasti účastnili nucených prací pro Třetí říši. Nejmladší dělnické kolonie vznikaly ve čtyřicátých a padesátých letech 20. století, inspirovány finskou architekturou. Měly formu dřevěných montovaných domků. S nástupem socialistické industrializace kolonie postupně začaly zanikat. Buď kvůli jejich špatnému stavu nebo čistě ze symbolického hlediska. Začala se budovat sídliště a multifunkční domy, v blízkosti závodů, které dělnické kolonie zcela nahradily.

## Vzhled kolonií

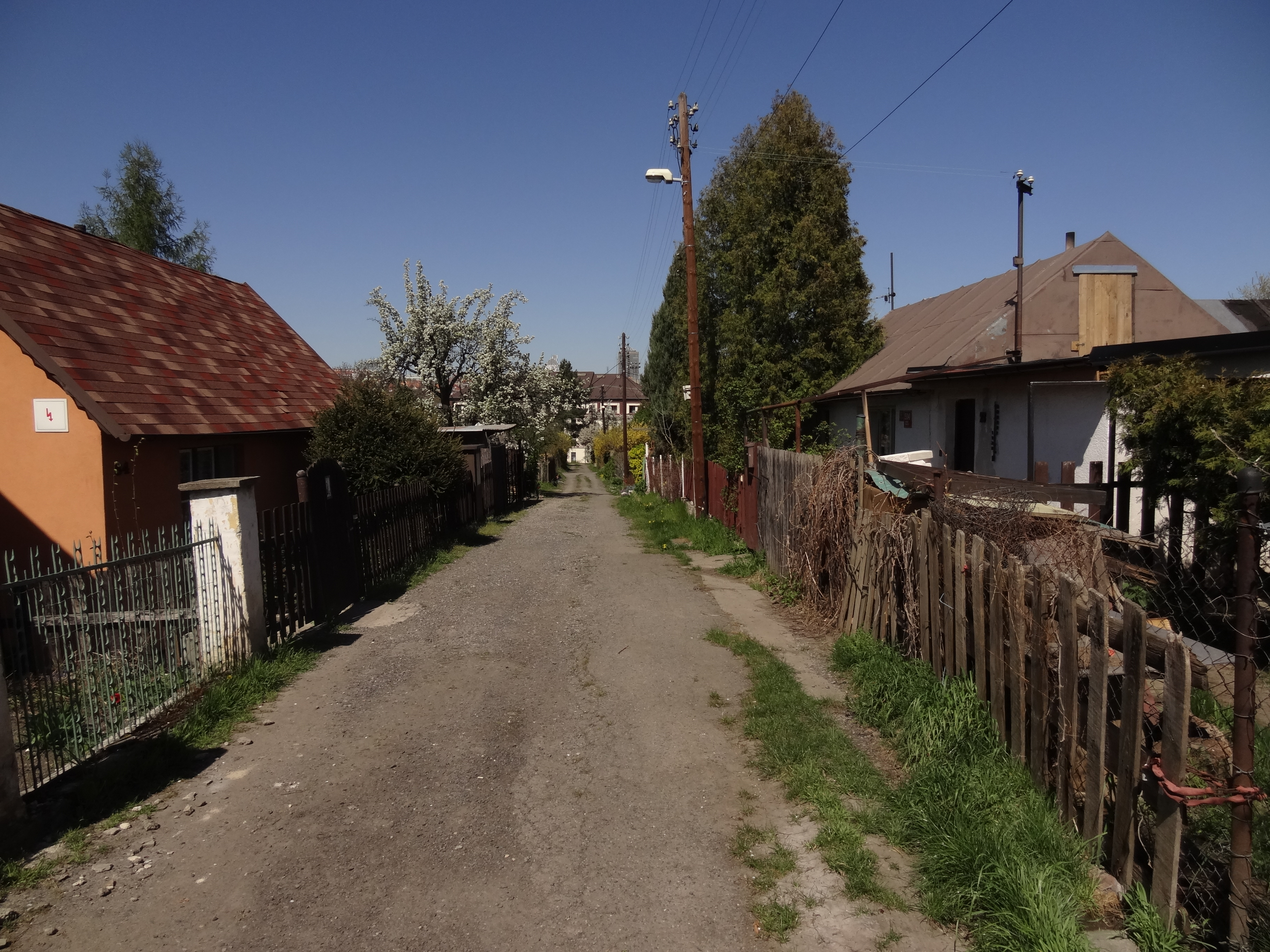
Nouzová kolonie Pod Bohdalcem v Praze

Dělnické kolonie tvoří specifický sídelní i architektonický útvar. Kolonie byly stavěny často bez povolení, bez předem daných plánů a z dostupných materiálů (nepálené cihly, rákosí, izolační desky, prkna). Z toho důvodu se vyznačují nepravidelným uspořádáním, urbanistickou nejednotou nebo nepravidelným půdorysem. Lokality výstavby také silně ovlivnily celkový vzhled budov. Jelikož se stavěly především na okrajích měst nebo například v blízkosti dolů, musely se stavby přizpůsobit neupraveném terénu v okolí. Investoři se také snažili minimalizovat náklady za výstavbu kolonií a maximalizovat počet vystavěných budov. Z těchto důvodů stály budovy velmi blízko u sebe a vyznačovaly se i nedostatkem místa v samotném obydlí. Často se totiž jednalo jen o tzv. noclehárny, dělníci tedy v domcích pouze přespávali, zbytek volného času trávili v prostoru ulic. Rodiny si obvykle stavěly jednoprostorové domky (10–20 m²) a v koloniích často stály i maringotky. Nejtypičtější alternativou bylo bydlení v upravených nákladních či osobních železničních vagónech. Řada nouzových kolonií, obecní nevyjímaje, byla bez vodovodu, kanalizace a komunikací. Obyvatelstvo kolonií se často potýkalo se závažnými hygienickými problémy. 

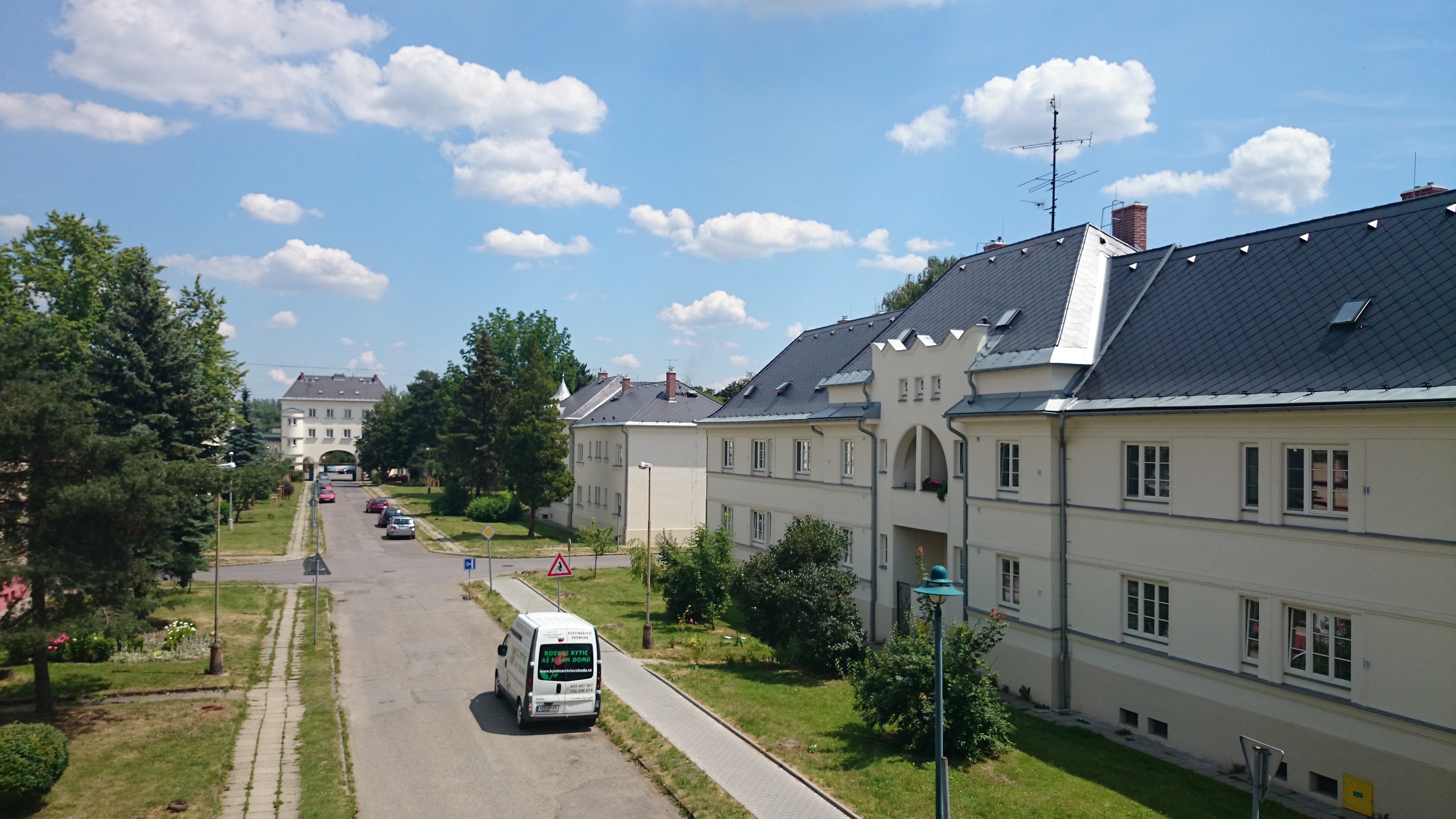
Vítkovickými železárnami vystavěná Jubilejní kolonie v Ostravě

Sídelní a architektonická odlišnost těchto kolonií tedy doprovázela i odlišnost demografická. Lidé žijící v těchto koloniích se vyznačovaly specifickými demografickými charakteristikami jako: extrémní hodnoty maskulinity, ekonomicky aktivních mužů, a naopak ekonomicky neaktivních žen, zmíněný život “na ulici“, venkovský způsob života v prostoru měst nebo sociální homogenita. Rubem komunitního života v nouzových koloniích byly časté sociálně patologické jevy jako alkoholismus, domácí násilí, vysoká dětská úmrtnost a neutěšené rodinné poměry.

## Současný stav
Mnoho kolonií bylo zdemolováno za socialismu, ale několik se jich dochovalo dodnes. Dělnické domky jsou v dnešní době již zrekonstruované, ale genius loci  a některé podmínky života z první poloviny 20. století jsou v těchto lokalitách zřejmé i dnes. Současná podoba kolonií je velmi různorodá.
Některé byly kompletně odstraněny a jejich dřívější existence není vůbec zřetelná. Většina dochovaných kolonií stále slouží k bydlení, jak už bylo ale zmíněno, byla nutná rekonstrukce původních domků. Často se jedná o improvizované rekonstrukce, které zachovávají jejich původní živelný vzhled, jako například v kolonii Na Slatinách v Praze. Jsou ale i kolonie, které rekonstrukcí nabyly nový moderní dojem, kupříkladu Jubilejní kolonie v Ostravě. Rozsáhlá a jednotná rekonstrukce je u těchto lokalit neobvyklá, jelikož bývá velmi náročná, z důvodu prvotní neorganizované výstavby, nepravidelného půdorysu apod. Některé kolonie byly zdemolovány a nahrazeny panelákovými sídlišti, důkazem je čtvrť Kamenec v Ostravě.

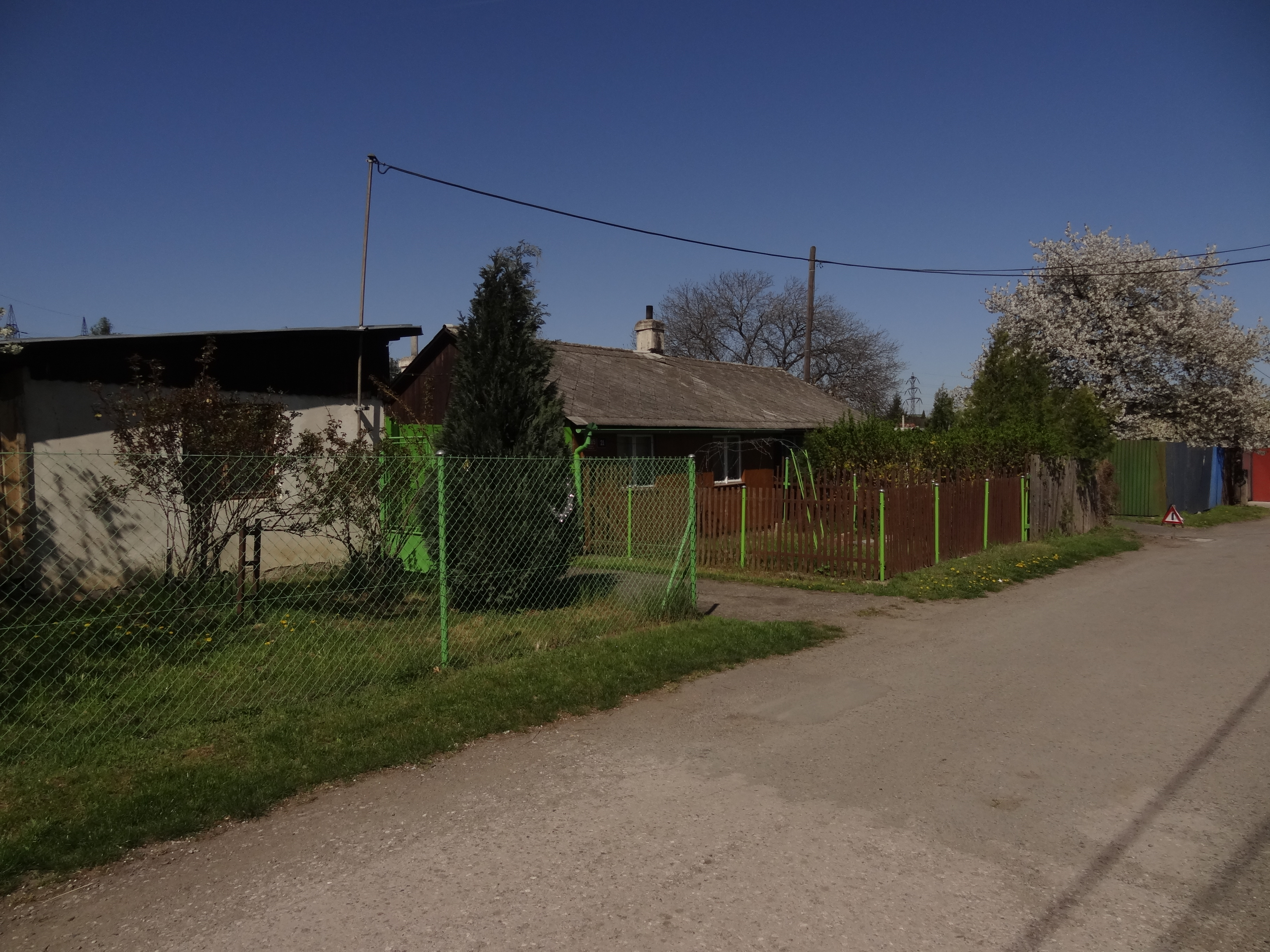
Nouzová kolonie Na Slatinách v Praze

Dělnické kolonie jsou v současnosti i neobvyklými destinacemi cestovního ruchu. Pořádají se zde kulturní akce, trhy nebo festivaly. Stávají se také lokalitami se specifickými obchody či restauračními zařízeními, které rovněž lákají spoustu lidí k jejich návštěvě. To platí například pro kolonii Kamenná čtvrť v Brně, která je centrem spousty kulturních akcí.
Díky typickému vzhledu těchto lokalit se některé z nich dostaly i do povědomí filmařů. Liebiegovo městečko v Liberci, známé pro svůj autentický vzhled, je lokalitou známou z několika filmů (Hitler: Vzestup zla, Lekce, Láska a netvor) i seriálů (Bez vědomí). Dále kolonie Na Slatinách v Praze je proslulá filmem Obecná škola, kterou si autor vybral, jelikož právě v této kolonii žila jeho rodina.
V některých případech mají kolonie i negativní osud. Jelikož městské úřady většinou nevěnují velkou pozornost těmto lokalitám, často trpí nedostatečnou infrastrukturou a celkově špatným stavem budov. Tyto nedostatky vybízí ke koncentraci problémového obyvatelstva, a proto se z bývalých dělnických kolonií v současnosti stávají sociálně vyloučené lokality. V těchto případech zájem města většinou upadá a lokality tak chátrají. Takovou kolonií je například Bedřiška v Ostravě.

## Dělnické kolonie v Česku
Dělnické kolonie v Česku mají dlouhou historii a jsou důležitou součástí průmyslové historie země. Tyto kolonie byly většinou založeny v 19. a 20. století a zanikaly nejčastněji v období socialismu, kdy byl zájem tyto připomínky špatných podmínek pro dělníky odstranit. Kolonie často tvořily samostatné komunity s vlastními obchody, školami a dalšími zařízeními. Některé z těchto kolonií jsou stále obývané a slouží jako připomínka průmyslové historie České republiky.
Některé významné dělnické kolonie v Česku:
Brno:
- Divišova čtvrť
- Kamenná kolonie
- Písečník
- Pod Kopcem (v Husovicích, u ulice Provazníkovy, zbořena)
- Červená Ulice (Šmálka, zbořena)
- Zarybec (v Králově Poli, okolí ulic Myslínovy a Fibichovy)

Ostrava:
- Jubilejní kolonie
- Štítová kolonie
- Vítkovice

Praha:
- Arizona
- Hliník
- Kolonka
- Na Kotlasce a Na Hájku
- Na Slatinách
- U Bulovky
- U Tresorie
- Za Horou